# Amaurobius barbaricus
Amaurobius barbaricus là một loài nhện trong họ Amaurobiidae.
Loài này thuộc chi Amaurobius. Amaurobius barbaricus được miêu tả năm 1972 bởi Leech.